# Laurinburg
Laurinburg è una città degli Stati Uniti d'America, situata nella Contea di Scotland nello Stato della Carolina del Nord.